# Бернадот, Эстель
Эстель Ромейн Бернадот Экстранд (англ. Estelle Romaine Bernadotte Ekstrand, урождённая Estelle Romaine Manville; 26 сентября 1904, Нью-Йорк — 28 мая 1984, Уппсала) — супруга Фольке Бернадота, представителя боковой ветви шведской королевской династии Бернадотов, утратившей право на престолонаследие. Эстель стала первой гражданкой Америки, которая вышла замуж за члена европейской королевской семьи.

## Биография
Эстель Ромейн Мэнвилл родилась в 1904 году в Плезантвилле; девочка стала единственной дочерью американского промышленника Хирама Эдварда Мэнвилла и его жены Генриетты Эстель Ромейн. Члены семейства Мэнвилл были сооснователями корпорации Johns Manville.
Летом 1928 года Эстель вместе с родственниками и друзьями отдыхала в Ницце, Франция, где девушка познакомилась с шведским дипломатом графом Фольке Бернадотом. По мнению членов семьи Эстель, король Густав V, находившийся в Ницце с официальным визитом, лично познакомил девушку с племянником. Уже 3 августа 1928 года родители Эстель официально объявили о помолвке их дочери с графом.
Свадьба состоялась 1 декабря 1928 года в небольшой Епископальной церкви Святого Джона в Плезантвилле. На свадьбе невеста была одета в шведский свадебный венец из платины и горного хрусталя и ажурную кружевную фату королевы Софии. Фата была увенчана серебряной короной с кристаллами, которая была изготовлена специально шведским придворным ювелиром. Шафером Фольке стал Густав Адольф, герцог Вестерботтенский; более 1500 гостей были приглашены на празднование в поместье Мэнвиллов Hi-Esmaro. Это был первый в истории случай, когда член европейской королевской семьи женился на американской земле. Расходы на свадьбу составили $ 1,5 миллиона. В браке с Фольке Эстель родила четверых сыновей, двое из которых умерли в детстве.
В мае 1948 муж Эстель был назначен ООН посредником в Палестине. В этой должности он преуспел, достигнув первоначального перемирия в ходе конфликта и заложил основу Ближневосточного агентства ООН для помощи палестинским беженцам и организации работ. 17 сентября Бернадотa убили еврейские террористы из немецкого ручного пулемёта.
Овдовев, Эстель стала заниматься благотворительностью. Она поддерживала Международный комитет Красного Креста и была президентом «Ассоциации шведских девочек-гидов и девочек-скаутов» в 1949—1957 годах. Эстель также поддерживала ЮНИСЕФ.
17 сентября 1958 года на 10-ю годовщину убийства Фольке Бернадота Эстель возглавила фонд имени её мужа, который оказывает поддержку детям с ДЦП. Фонд был создан и поддерживается шведскими некоммерческими организациями (Ассоциация шведских девочек-гидов и девочек-скаутов, шведское отделение Красного Креста и ещё 21 организация), а также видные медико-педагогические эксперты. Под руководством Эстель фонд расширил свою деятельность, став оказывать помощь инвалидам с другими заболеваниями. Эстель также возглавляла «Мемориальный фонд Фольке Бернадота», чьей миссией является повышение взаимопонимания между молодыми людьми на международном уровне. Позднее она руководила домом заботы для пожилых женщин в Стокгольме.
3 марта 1973 года в Стокгольме Эстель, в возрасте 68 лет, вышла замуж во второй раз: её супругом стал Эрик Сикстен Экстранд. За несколько лет до смерти графиня переехала в Сен-Поль-де-Ванс, Франция. В начале 1984 года Эстель вернулась в Швецию, где ей была проведена операция по замене тазобедренного сустава. Во время операции произошло заражение крови, от которого Эстель скончалась в мае в Уппсале. Её прах был захоронен 20 июня в роще памяти на кладбище «Норра бегравнингсплатсен». Имя Эстель значится на мемориальной доске на могиле её мужа Фольке.

### Дети
У Эстель и Фольке было четверо сыновей, двое из которых умерли в детстве:
- Густав Эдуард (30 января 1930 — 2 февраля 1936) — умер от послеоперационных осложнений[14].
- Фольке (р. 8 февраля 1931) — женат на Кристин Гланс, в браке родилось четверо детей.
- Фредрик Оскар (10 января — 20 августа 1934[15])
- Бертиль Оскар (р. 6 октября 1935) — дважды женат: первая жена Роуз-Мэри Хееринг умерла через год после свадьбы; со второй — Джилл Джорджиной Роудс-Мэддокс — родилось трое детей.

## Наследие
Предполагалось, что Эстель, герцогиня Эстергётландская, занимающая второе место в линии наследования шведского престола, была названа в честь Эстель Бернадот. 3 февраля 2012 года король Карл XVI Густав рассказал на специальном заседании правительства, что имя принцессы очень близко сердцу её матери и всей семье. Фольке Бернадот-младший, сын Эстель, сказал в интервью, что он очень польщён тем, что принцесса Эстель (как он предполагал) была названа в честь его матери, и тем, что королевская семья имеет особое отношение к ней и её добровольной работе по помощи нуждающимся.

## Комментарии
1. ↑  После 17 сентября 1948 года — вдовствующая графиня Висборгская.
2. ↑  Также была известна как Эстель Бернадот, графиня Висборгская (1928—1973) и Эстель Экстранд (1973—1984).